# 15139 Connormcarty
15139 Connormcarty eller 2000 EY93 är en asteroid i huvudbältet som upptäcktes den 9 mars 2000 av LINEAR i Socorro County, New Mexico. Den är uppkallad efter Connor W. McCarty.
Asteroiden har en diameter på ungefär 6 kilometer, den tillhör asteroidgruppen Adeona.